# امیرا
امیرا (انگلیسی: Emera) شرکت خدمات عمومی کانادایی است، که در سال ۱۹۹۸ تأسیس شد.
این شرکت در کانادا است.